# Congrès social de Liège de 1890
 (mai 2024).
La mise en forme du texte ne suit pas les recommandations de Wikipédia : il faut le « wikifier ».
Les points d'amélioration suivants sont les cas les plus fréquents :
- Les titres sont pré-formatés par le logiciel. Ils ne sont ni en capitales, ni en gras.
- Le texte ne doit pas être écrit en capitales (les noms de famille non plus), ni en gras, ni en italique, ni en « petit »…
- Le gras n'est utilisé que pour surligner le titre de l'article dans l'introduction, une seule fois.
- L'italique est rarement utilisé : mots en langue étrangère, titres d'œuvres, noms de bateaux, etc.
- Les citations ne sont pas en italique mais en corps de texte normal. Elles sont entourées par des guillemets français : « et ».
- Les listes à puces sont à éviter, des paragraphes rédigés étant largement préférés. Les tableaux sont à réserver à la présentation de données structurées (résultats, etc.).
- Les appels de note de bas de page (petits chiffres en exposant, introduits par l'outil «  Source ») sont à placer entre la fin de phrase et le point final[comme ça].
- Les liens internes (vers d'autres articles de Wikipédia) sont à choisir avec parcimonie. Créez des liens vers des articles approfondissant le sujet. Les termes génériques sans rapport avec le sujet sont à éviter, ainsi que les répétitions de liens vers un même terme.
- Les liens externes sont à placer uniquement dans une section « Liens externes », à la fin de l'article. Ces liens sont à choisir avec parcimonie suivant les règles définies. Si un lien sert de source à l'article, son insertion dans le texte est à faire par les notes de bas de page.
- La présentation des références doit suivre les conventions bibliographiques. Il est recommandé d'utiliser les modèles {{Ouvrage}}, {{Chapitre}}, {{Article}}, {{Lien web}} et/ou {{Bibliographie}}. Le mode d'édition visuel peut mettre en forme automatiquement les références.
- Insérer une infobox (cadre d'informations à droite) n'est pas obligatoire pour parachever la mise en page.

Pour une aide détaillée, merci de consulter Aide:Wikification.
Si vous pensez que ces points ont été résolus, vous pouvez retirer ce bandeau et améliorer la mise en forme d'un autre article.
Le Congrès des œuvres sociales de Liège de 1890 est le troisième congrès siégeant dans la région. Il est organisé à l'initiative de l'«Union Nationale pour le Redressement des Griefs». Il se tient du 7 au 10 septembre 1890. Il revêt d'une importance fondamentale dans le développement du catholicisme belge et traduit le virage de l’Église vers le peuple. Il se distingue des précédents congrès en matière d'objectifs, de signification et de résultats.

## Contexte historique
Avant l’organisation des Congrès sociaux de Liège de 1886, 1887 et de 1890, le mouvement catholique est marqué par deux tendances qui s’opposent, à savoir les catholiques libéraux attachés à la constitution, aux libertés civiles et éloignés de la hiérarchie ecclésiastique et les ultramontains qui défendent la foi, le clergé et visent notamment à restaurer l'Église au sein de la société. Le fossé entre ces courants se creuse davantage à la suite de la défaite électorale du mouvement. Les ultramontains souhaitent alors réduire l’influence libérale. Cela se traduit notamment par diverses tentatives d'organisation de congrès, soit un espace rassemblant une audience catholique. Le mouvement catholique doit alors s’unifier. La politique du pape Léon XIII est entre autres un facteur d’union. Dès lors, le conflit disparaît de la scène politique afin de permettre la victoire et la structuration du parti catholique en 1884, bien qu’un conflit demeure entre les courants.
Beaucoup d’ultramontains se rassemblent alors au sein d’une «Union Nationale pour le Redressement des Griefs», fondée officiellement à Bruxelles le 25 janvier 1884. Ce groupe agit comme un groupe de pression sur la Droite parlementaire qui est déjà méfiante des activités ultramontaines. Le président de l’organisation, Léon Collinet, souhaite l’organisation de congrès sur les œuvres sociales catholiques. Les autres membres de ce mouvement (bourgeois, fermiers, notables, prêtres…) défendent une démocratisation sociale et politique du pays. Dès 1885, les ultramontains continuent d’affirmer leur volonté d’organiser un congrès catholique afin de maintenir la pression en faveur d’un programme catholique plus radical et de la lutte anti-maçonnique et anti-socialiste.
Liège est le point de départ des grèves de mars 1886. À cette époque, les conditions de vie des ouvriers sont déplorables. Ils vivent dans des petites maisons insalubres privées de lumière et constituées souvent d’une seule pièce. Des maladies infectieuses se propagent. L'industrialisation originaire de l’Angleterre touche ensuite la Belgique. Elle provoque une forte croissance économique qui est en déclin en 1886. Cette crise économique amène les patrons à abuser de leur pouvoir pour tirer un maximum de profit. Ils licencient, réembauchent et licencient à nouveau les ouvriers, laissés à leur sort par manque de politique sociale. Sur le plan politique, les ouvriers ne sont pas représentés aux élections en raison de leur revenu trop faible pour payer le cens. Dès lors, un soulèvement est lancé dans le bassin industriel wallon par ces ouvriers lésés. Il s’agrandit en une grande grève générale partant de Liège et de Verviers.
Ces grèves violentes viennent confirmer les intentions des ultramontains quant à la tenue d’un congrès. Mars 1886 a pour conséquence de placer la question sociale au centre des préoccupations du parti catholique et du parti libéral. Ceux-ci ne peuvent plus écarter la question sociale compte tenu de la situation. Ces catholiques liégeois souhaitent lutter contre la montée du socialisme marquée par la création du POB. Il s'agit donc de préparer une solution chrétienne à la question sociale, d'abord par la catholicisme social et ensuite par la démocratie chrétienne.
Dès lors, Liège accueille les Congrès sociaux de 1886, 1887 et 1890 avec l’approbation de l’évêque Victor-Joseph Doutreloux. Le succès des deux premières sessions conduit à l’organisation d’un troisième congrès régional en 1890. C’est l’occasion pour les catholiques dont de nombreux ultramontains, de se réunir afin de restaurer le catholicisme dans la vie sociale. De plus, un congrès socialiste est initialement prévu le 15 septembre 1890 mais sa mise en œuvre est retardée. Cependant, cela manifeste l'importance croissante et de plus en plus prédominante des problèmes relatifs à la question ouvrière. Dès lors, le troisième Congrès des œuvres sociales de Liège s'organise dans ce contexte.

## Déroulement

### Composition
Le Congrès social de Liège a lieu durant 4 jours au Collège Saint-Gervais de Liège, soit le 7, 8, 9 et 10 septembre 1890. C'est la troisième session organisée par l'«Union Nationale pour le Redressement des Griefs».
Le nombre de participants avoisine les 2 000 personnes. Il s’agit de personnalités notables du catholicisme belge provenant du diocèse de Liège ainsi que de l’ensemble de la Belgique. Il y a également des étrangers originaires de France, Prusse, Bavière, Pays-Bas, Grande-Bretagne, Italie, Suisse, Autriche, Espagne, Grand-Duché de Luxembourg et Pologne. Le Congrès liégeois de 1890 acquiert alors une portée internationale remarquable car il déborde du cadre local, notamment par ses effets. Le congrès devient donc un lieu de rencontre internationale pour de nombreux catholiques sociaux qui peuvent s'y instruire.
À l’occasion des Congrès de 1887 et de 1890, la classe populaire est également présente. Les ouvriers sont conviés mais des obstacles tels que la langue officielle, les empêchent de participer activement au débat. Des femmes sont également présentes et ne participent pas non plus au débat. En ce sens, ces Congrès liégeois sont donc novateurs.

### Thèmes
Les intervenants ne discutent pas d'un projet de solution préalablement développé comme dans les congrès précédents mais directement de la question elle-même. Ce Congrès innove ainsi par sa méthode d'action. Chacun des thèmes faisant l'objet de discussions lors du Congrès se voit désigner un rapporteur.

#### Première partie: Assemblée générale (Président: Victor-Joseph Doutreloux)
Le déroulement de cette troisième session des Congrès des œuvres sociales de Liège se fait en trois temps. L’évêque local Victor-Joseph Doutreloux préside ce congrès comme les précédents Congrès sociaux de Liège. Il prononce un discours à l’assemblée générale. Le cardinal Goossens, l’archevêque de Malines, se joint également à ce discours. Diverses lettres du pape Léon XIII, du cardinal Gibbons, du cardinal Manning, du cardinal Mermillod, de Ludwig Windthorst, de M. Onahan et quelques lettres épiscopales ont ensuite fait l’objet d'une discussion ou d’une lecture.
D’autres intervenants ont à leur tour prononcé un discours, à savoir le comte de Blome, Charles Woeste, M. Devos, le cardinal de Malines, De la Guillonnière, Lucien Fischer, Landelin Winterer, Oates-Plettinck, Ludovic de Besse, Michael Korum (en), Herbert Vaughan, Bertram d'Ashburnham, Anatole de Cabrières, Pierre Kistenberg, M. Mousset, M. Magdelyns, l'évêque Bagshawes, Joseph Demarteau et M. de Pascal.

#### Deuxième partie

##### Première section: Œuvres ouvrières et propagande (Président: Martin-Hubert Rutten)
Martin-Hubert Rutten préside la première section relative aux œuvres ouvrières et à la propagande. Dans les thèmes abordés, on retrouve la presse populaire (Arthur Verhaegen), la protection des émigrés (comte F. Waldbott de Bassenheim), les travaux italiens pour la protection des émigrés (lettre de Volpe Landi), l’émigration (Cahensly (en), le chanoine Boddaert, Huyghe, Pety de Thozée, Van Ockerhout, Villeneuve), les sociétés catholiques d'études et d'actions sociales (M. Toniolo), la restauration et la protection de l'honnêteté chrétienne dans le travail (Ludovic de Besse), la terminologie sociale (M. de Pascal), la communauté Saint Alphonse de Liège (Pierre Kistenberg), le mécénat des jeunes à Haneffe (M. Sallé), les écoles professionnelles et d'économie domestique, les écoles d'agriculture (Keesen, M. Senden), les maisons d'ouvriers : la maison ouvrière d’Ixelles, Concordia (la Maison des Travailleurs à Bruxelles) (J. Verbist), le secrétariat du peuple, les devoirs des actionnaires (Emile Harmant), les sociétés de tempérance : les sociétés contre l'alcoolisme dans le Limbourg (l'abbé J.-B. Senden) et les cercles militaires.

##### Deuxième section: Conventions internationales sur le régime du travail (Président: le comte de Blome)
Le comte de Blome préside la deuxième section autour des traités internationaux relatifs au travail. Cette section est innovante. Divers intervenants abordent les thèmes suivants : le repos dominical (Urbain Guérin) , l'accord international pour la protection des femmes et des enfants dans l'industrie (canon Winterer) et le travail des femmes et des enfants, la légitimité et l'illégitimité des grèves, la légitimité des revendications ouvrières (Antoine Pottier), l'arbitrage papal (Godefroid Kurth), l'arbitrage du pape dans les conflits liés à la réglementation internationale du travail (Rafael Rodriguez de Cepeda), la réglementation des heures de travail (comte F. de Kufstein), la durée d'une journée de travail (M. Poncelet, le chanoine Winterer, M. de Pascal, Michael Felix Korum) et le travail de nuit (canon Winterer).

##### Troisième section: Législation (Président: Charles Woeste)
Durant la dernière section sous la supervision de Charles Woeste, celui-ci déclare : 
" C’est pour marquer, dès le début du congrès, ma manière de voir que, dans le discours que je prononçai à la séance d’ouverture, tout en dénonçant le travail exagéré auquel certains ouvriers étaient soumis et en réclamant pour eux la liberté du dimanche, je fis appel, pour réprimer ces abus, plus aux influences morales qu’à la contrainte, et je prononçai ces paroles «J’ai peur de l’État et je hais le césarisme. » ". 
Les intervenants abordent le travail en matière d’assurance des travailleurs, de travail pénitentiaire et d’associations de travailleurs. Les thèmes discutés sont l'organisation de l'assurance des travailleurs contre les accidents et les maladies (Joseph Begasse), la mendicité et le vagabondage (Paul Lefebvre), le travail pénitentiaire (Gustave Francotte), les patronages pour les prisonniers (Félix Debert), la personnalisation civile des syndicats (Cyrille Van Overbergh), les fonds de pension (M. Doat) et les associations de la grande industrie, de la petite industrie et de l'industrie agricole (Joris Helleputte),.

#### Troisième partie: Union des Patrons (Président: Jules Frésart)
La troisième session du Congrès liégeois de 1890 se clôture par un examen des rapports et des réunions du syndicat patronal, présidé par Jules Frésart. Les points essentiels abordés sont l'utilité des syndicats patronaux et les moyens de les promouvoir, les responsabilités des employeurs (M. Bouvy), les devoirs des maîtres envers leurs employés (Jules Frésart), la responsabilité de la classe ouvrière, les obligations des employeurs dans le secteur agricole (Pierre de Saint-Victor de Lyon), la disparition de la classe moyenne sociale (M. Dirckx) et la fraternité commerciale (Joseph Moreau).

## Résolutions
Le Congrès des œuvres sociales de 1890 bénéfice des enseignements et de l’expérience tirés des précédents congrès ; il se distingue ainsi en termes d’objectifs et de moyens.
Au cours du congrès de 1890, la législation sociale fait l’objet de débats autour de l’opportunité de la loi et de l’intervention de l’État en différentes matières telles que l’assurance des ouvriers contre les accidents et les maladies, les pensions de retraite, etc. En 1886, M. De Ryckel expose déjà la nécessité de caisses de secours obligatoire en cas de maladie ou d’accident de travail. Seule la réparation en cas d’accident de travail est légitime sauf s’il était volontairement provoqué par le travailleur ; le risque de maladie n’étant pas imputable au fait du travail. En 1887, le congrès contraint le travailleur à s’assurer contre le risque de maladie. L’assurance en cas d’accident de travail ou de maladie devient alors obligatoire. Ce système d’assurance est nourri par l’intervention principale de l’employé et par l’intervention atténuée (en ordre subsidiaire) de l’employeur. L’assureur est un groupe professionnel d’ouvriers et d’entrepreneurs appartenant à des industries semblables. Il est autonome juridiquement et se charge de coordonner et réguler les activités industrielles. De cette manière, l’État contrôle les groupements professionnels et non les individus eux-mêmes. L’intervention pécuniaire de l’État, considérée « entachée » de socialisme, n’est pas admise pour ces assurances ouvrières. Les frais d'assurance incombent alors aux seuls intéressés, soit aux entrepreneurs et aux ouvriers.
Cependant, la session de 1890 fait l’objet d’un revirement d’opinion. Ce que l’on repoussait dans les sessions précédentes sous prétexte du socialisme, on l’accepte désormais et inversement. Le congrès innove alors en encourageant le système de l’État-assureur à l’égard notamment du risque de vieillesse, soit des pensions de retraites ouvrières. La doctrine considère désormais que celui qui accorde une subvention doit pouvoir contrôler son usage. L’État, gérant des caisses d’assurance, est le véritable assureur : « Le socialisme consiste ainsi dans l’obligation d’assurance par l’état ou autrement. ». Toutefois, ce système est rejeté en ce qui concerne les risques de maladies et d’accidents. Le congrès liégeois émet tout de même le vœu de garantir ces risques en confiant cette mission par la loi aux groupements professionnels.
Les Congrès liégeois envisagent le recours à des corps intermédiaires et parmi eux, la corporation. Celle-ci devient réellement une question en 1890 : « Que doit être cette association de travailleurs ? ». Lors des sessions précédentes, les congressistes sont en faveur d’une corporation au caractère mixte, soit regroupant les patrons et les ouvriers. Cependant, cette idée est abandonnée en 1890 compte tenu de la difficulté d’un rassemblement au sein d’un même groupe professionnel, notamment dans le cadre de la grande production industrielle. L’abbé Antoine Pottier, présent au congrès, insiste sur la nécessité d’une coopération entre ouvriers dans son livre intitulé « La coopération et les sociétés ouvrières ». Des syndicats non-mixtes apparaissent alors dans l’économie chrétienne. La doctrine sociale de Liège est marquée par la volonté d’inscrire ce régime corporatif dans la loi. Cette loi doit traiter indifféremment les associations professionnelles.
La section internationale du Congrès liégeois de 1890 envisage la coopération internationale entre les États rivaux par voie de convention afin de protéger au mieux les ouvriers relevant d'un même secteur de production. Les délibérations de Liège aboutissent à un véritable projet de législation sociale internationale en ce qui concerne par exemple, la protection des femmes et des enfants, le repos dominical et la limitation de la durée journalière de travail. Par la suite, seule la papauté est qualifiée pour résoudre les conflits qui découlent de cette réglementation internationale du travail.

Cette section internationale adopte entre autres un accord sur la durée légale de la journée de travail sur base du rapport du comte de Kufstein. Dans sa théorie du contrat de travail, il postule qu’un contrat devrait stipuler un temps de travail maximum et une rémunération suffisante se conformant juste aux besoins du travailleur. Quant à la durée maximum de travail, elle est fixée à onze heures. L’intérêt d’imposer le respect de ce seuil par voie de convention internationale est d’éviter les excès par l’argument de la concurrence. Cependant, il existe une crainte que cette concurrence se répercute alors sur les salaires et rende ainsi nul les effets de la convention. La réglementation internationale du salaire est alors abordée dans le rapport d'Antoine Pottier. Il considère que l’ouvrier adulte donnant de son temps a droit à un salaire proportionné à ses besoins. Selon lui, il est évident de ne pas imposer à l’ouvrier une rémunération inférieure qui affecterait en premier lieu la qualité de son travail. Dans l’intérêt de l’unité du congrès, la question du salaire et de la durée de travail est dissociée. À cet égard, seul un vœu relatif à la durée du travail est formulé : 
« Considérant que s'il n'appartient pas à l'État de régler directement les conditions de la libre activité de l'homme, il lui appartient de réprimer les abus qui portent atteinte tant à la santé publique qu'à la vie de famille, le Congrès déclare que l'établissement, par conventions internationales, d'une limite de la journée de travail à l'usine, limite qui ne doit pas être dépassée, est désirable. Cette limite varierait suivant les pays et les industries. ».

## Effets
Sur le plan organisationnel, les Congrès des œuvres sociales de Liège sont un succès, particulièrement celui de 1890 par sa portée internationale. Les ultramontains groupés au sein de l'«Union Nationale pour le Redressement des Griefs» ont obtenu le tournant de l’Église vers le peuple. Cependant le choix du mode d’intervention a pour conséquence de créer un nouveau fossé dans le catholicisme belge. Au sein des ultramontains, deux tendances se distinguent, à savoir les interventionnistes et les non-interventionnistes.
D'une part, les premiers, partisans de l’intervention de l’État, souhaitent l’application rigoureuse d’une législation sociale et soutiennent la création de syndicats chrétiens non-mixtes afin de rétablir la relation entre les patrons et leurs ouvriers). Ces syndicats luttent contre le socialisme, la lutte des classes ou encore le collectivisme. Ceux-ci évoluent vers une démocratie catholique plus maitrisée et temporisée. L’école de Liège se forme au lendemain des congrès autour de l’abbé Antoine Pottier. Elle est suivie par plusieurs ultramontains transigeants et les corporatistes.
D’autre part, les seconds refusent toute intervention de l’État et adhèrent à une économie libérale autorégulatrice. Ils souhaitent la mise en place de corporations mixtes, regroupant les patrons et les ouvriers. Beaucoup d’ultramontains intransigeants> et des partisans conservateurs de la Droite parlementaire soutiennent une démocratie chrétienne plus radicale à la base de la pensée de l’école d’Angers (parfois qualifiée de paternaliste) dont Charles Périn est le leader.
Les Congrès sociaux de Liège traduisent également un intérêt pour la question sociale de la part des catholiques. Quelques catholiques ont commencé à se questionner sur les conséquences de la première révolution industrielle, notamment sur la misère ouvrière. Ceux-ci relèvent d’abord du catholicisme social. De nombreux catholiques s’engagent au sein de cercles ouvriers tels que la Fédération des cercles catholiques et des associations conservatrices(1885).
Ensuite, les Congrès de Liège ont fait naître la démocratie chrétienne, un mouvement qui est l’expression de la pensée de l’école de Liège. Il s’oppose alors au catholicisme social. Ce courant mène à la Ligue démocratique belge (1891). Par ailleurs, les démocrates-chrétiens cherchent à acquérir une autonomie électorale au sein du Parti catholique. Ce courant se regroupe donc au sein de l’Union Démocratique Chrétienne afin d’étendre leur force en 1893. L’objectif de cette organisation est de faire valoir les aspirations électorales de ses membres auprès de l’Union catholique belge, plutôt conservatrice.
Il y a donc un combat entre l’ancienne Fédération des cercles catholiques et les associations conservatrices d’une part et la Ligue démocratique belge d’autre part, soit entre Charles Woeste et Arthur Verhaegen.
Liège joue un rôle essentiel dans la concrétisation des œuvres sociales de la démocratie chrétienne. Les revendications de ce mouvement ont alors surtout pu se faire entendre grâce au congrès de 1890, telles que l’octroi d’un salaire juste aux ouvriers suivant la thèse du salaire minimum familial (envisagé par l’abbé Keesen)), l’élargissement des coopératives, le développement des syndicats ouvriers et des corporations non-mixtes (composées exclusivement d’ouvriers), la mise en place de contrats collectifs de travail, l’application de l’actionnariat du travail, l’harmonisation des intérêts de classe, l’intervention de l’État dans la vie économique et sociale, l’élargissement du droit de suffrage ou encore la représentation politique des intérêts des différentes classes sociales. Quelques congressistes, comme Arthur Verhaegen, iront même jusqu’à se prononcer en faveur d’une corporation uniquement ouvrière seulement dans le cas où la mise en œuvre d’une corporation mixte est impossible.
Le congrès de 1890 a également poussé le pape Léon XIII à se saisir de la question ouvrière. Il publie alors l’encyclique Rerum Novarum le 15 mai 1891). Cette encyclique constitue le texte inaugural de la doctrine sociale de l’Église et prescrit le comportement approprié du catholique au sein de la société. Le pape souhaite transmettre le Rerum novarum aux ouvriers directement concernés. L’encyclique s’est alors répandue de différentes manières, à savoir par la presse, par des lectures à l’église, par des exposés dans des assemblées, par des brochures ou par des débats organisés dans différentes associations ouvrières. L’encyclique dénonce la misère et la pauvreté pesant sur la classe ouvrière, tout en encourageant le syndicalisme chrétien et le catholicisme social. L’école de Liège l’interprète comme étant une incitation au syndicalisme ouvrier et un droit des travailleurs de s’associer entre eux. De manière générale, le Rerum novarum a influencé la politique nationale des gouvernements catholiques majoritaires qui ont suivi jusqu’au début du XXe siècle. En ce sens, cette politique générale a indirectement pris en compte les nombreuses résolutions des Congrès liégeois. Elle a également permis le développement progressif de la démocratie chrétienne dans la vie politique, influençant considérablement la législation belge.
Au lendemain de ce Congrès de Liège de 1890, la Droite parlementaire et l'épiscopat sont alarmés par l'appel à la démocratie sociale et politique découlant des Congrès liégeois. Il est alors jugé opportun d'organiser un nouveau congrès catholique général. Dès lors, le Congrès de Malines de 1891 apparaît comme le congrès de la correction, où la portée de l'encyclique Rerum novarum est minimisée.